# Joaquim Pla (jesuïta)
Joaquim Pla (Aldover, bisbat de Tortosa, 6 d'abril de 1745 - Roma, 11 d'octubre de 1816) fou un jesuïta i reputat lingüista.
Deportat a Itàlia - expulsió dels jesuïtes - la seva inclinació al coneixement de monuments antics el conduí a l'estudi de la bibliografia, i de les llengües exòtiques, en el que va fer singulars progressos, i rebé honors molt distingits. Va ser triat segon bibliotecari de la ciutat de Ferrara, a Bolonya va tenir la càtedra de llengua caldea: a Roma era director de la biblioteca Barberino, on deixà una obra manuscrita - «Origen de la poesía italiana» - sobre l'idioma provençal; i notícies dels antics trobadors en la nació de Provença. Finalment el gran duc de Toscana Leopold II el cridà a la seua cort perquè traduís diversos còdexs àrabs. El jesuïta i erudit Girolamo Tiraboschi, en el prefaci a l'edició de l'obra «Origen de la poesía rimada» (Madrid, 1790), parlant de la dificultat d'imprimir aquesta obra per falta d'intèrprets de l'idioma provençal, diu així: «El mateix seria ara, sinó tinguéssim els coneixements que ens ha deixat l'eruditissim Sr abat Joaquim Pla, el més docte i profund poliglota que hi ha a Itàlia: el qual està completament instruït en aquest idioma». L'acadèmia de Bolonya el va nomenar catedràtic de llengua caldea, va manifestar gran sentiment per la renúncia que va fer Pla d'aquesta càtedra, quan el Rei d'Espanya va permetre que tornessin els jesuïtes espanyols. Però desterrats per segon cop, va arribar a Roma, on el príncep Barberini el feu bibliotecari de la seva biblioteca pública, i ho era encara l'any 1815.
Volia tornar a Espanya el 1816, sense tenir en compte la seva avançada edat, i debilitat de forces, va caure malalt a Civitavecchia i va haver de tornar a Roma on va morir pocs dies després a 11 d'octubre d'aquell any.

## Obres
Li publicaren diverses obres:
- «Ode anacreóntica» en grec, inclosa a l'obra titulada «Componimenti poetici al ... Cardin. Romualdo Braschi... in ocasione del fausto suo passaggio per Ferrara» (Ferrara, hereus de Giuseppe Rinaldi, 1787).
- «Laudati funebris Josephi Moñino, canonici Murciani» en grec, traducció de l'espanyola per Juan Lozano Santa canonge de Múrcia, i està en l'obra titulada «Honores sepulcrales» (Ferrara, hereus de Rinaldi, 1787). En l'esmentada obra hi ha també la traducció en italià d'aquest elogi de Moñino per Joan Baptista Colomes, i la francesa per Raimundo Ximenez, però omesos els noms d'aquests tres experts.
- «Interpretaciones» en italià de diversos poetes provençals.
- «Carta del abate D. Juan Andrés sobre algunas antigüedades de España, con motivo de las observaciones que hizo el Sr. José Llanos acerca de las antigüedades arábigas de Granada y Córdoba, escrita desde Ferrara en mayo de 1788». Es va imprimir al memorial literari

de Madrid de juliol d'aquest any. Dona notícia de l'antiquíssim manuscrit de Apringi bisbe Pacense o de Badajoz, que
conté un comentari sobre l'Apocalipsi «miris et inauditis explicationibus referium».
També restaren d'ell manuscrites i inèdites les següents obres:
- «Observationes criticophilológicas sobre la: Exercitatio linguarum Orientalium Graecae, Hebraicae, Chaldaicae et Syriaeae, ac theses philologicae propugnatae: a Joan Bap. Guitard et Ricart. Valentiae 1786 sub auspiciis D. D. Joachimi Catalá et Bayer, cisterciensis monasterii Vallisdigna: linguae Graecae; professoris». És un examen d'aquests exercicis i tests.
- «Reflexiones sobre la carta de D. Isidoro Bosarte acerca del origen, y significado de las voces españolas Arraez, Res<, que se lee en el diario curioso y erudito de Madrid N. 209, etc».
- «Vocabulario manual de las voces mas difíciles de la antigua lengua provenzal, traducidas al idioma español italiano y latino»
- «Idillion arabicum, canticum hebraicum, et epigramma graecum» els quals havien d'imprimir juntament amb altres poemes dels jesuïtes espanyols, en elogi de Carles III d'Espanya, quan la seva nora infantà dos bessons.